# Svend Carlsen
Svend Wrem Carlsen, født 28. april 1938, Frederiksberg, er en dansk tandlæge og tidligere løber, skiløber og sejler.
Svend Carlsen er privatpraktiserende tandlæge i Faaborg og drev tidligere en tandlægeklinik i Greve Strand.
Svend Carlsen har været træner for det danske badmintonlandshold.

## Atletik
Svend Carlsen som løb for AIK 95 blev dansk mester i maratonløb i 1963 på tiden 2.40.25.8.
Han var sammen med Peter Schnohr, Richard Larsen og Erling Krøll 1969 initiativtager til Eremitageløbet.[kilde mangler]

## Langrend
Svend Carlsen vandt flere danske mesterskaber i langrend som medlem af Københavns Skiklub og var olympisk deltager 1964 i Innsbruck, Østrig og 1968 i langrend i Grenoble, Frankrig, hvor han begge gange blev nummer 53 på 30 kilometer-distancen og nummer 57 på 15 kilometer-distancen. Han var gift med Kirsten Carlsen som deltog i ved samme OL.

## Sejlsport
Svend Carlsen var dansk mester og VM i deltager i laserjolle. Han vandt EM-bronze 1977 i Enkhuizen, Holland. Han var flere gange gast for Paul Elvstrøm i Tornado-klassen.